# Agapostemon tyleri
Agapostemon tyleri är en biart som beskrevs av Cockerell 1917. Agapostemon tyleri ingår i släktet Agapostemon och familjen vägbin. Inga underarter finns listade i Catalogue of Life.